# Endangered Species Act de 1973
Pour les articles homonymes, voir Endangered Species Act.
L'Endangered Species Act de 1973 (7 U.S.C. § 136, 16 U.S.C. § 1531 et seq.) est une loi fédérale des États-Unis créée pour protéger les espèces dont les populations sont menacées de disparaitre adoptée en 1973. Pour ce faire, elle protège les animaux menacés contre la chasse et les trafics, mais aussi les écosystèmes fragilisés par les activités humaines. C'est la loi environnementale des années 1970 la plus importante parmi la dizaine votées ces années là. 
Deux agences fédérales sont chargées de la faire respecter : le United States Fish and Wildlife Service et la National Marine Fisheries Service pour les espèces aquatiques. Le 27 décembre 2007, le département de l'Intérieur propose d'inscrire l'ours polaire sur la liste des espèces animales en danger.

## Histoire
Cette loi a été voulue par le président Richard Nixon et présentée au 93e Congrès qui a adopté la loi le 28 décembre 1973 (Pub.L. 93-205), alors que les États-unis signaient la Convention sur le commerce international des espèces de faune et de flore sauvages menacées d'extinction. La CITES reprend toutes les espèces protégées par cette loi, et y inclut les espèces vulnérables, non pas seulement celles menacées ou en voie de disparition.
Le premier amendement d'envergure est survenu en 1978 à la suite de la confrontation contre la Tennessee Valley Authority pour la construction du Tellico Dam (en) qui menaçait le Percina tanasi (en), un poisson d'eau douce.
En mars 2008, le Washington Post a rapporté qu'à partir de 2001, l'administration Bush avait érigé des « obstacles bureaucratiques omniprésents », qui limitaient le nombre des espèces protégées.
- De 2001 à 2003, jusqu'à ce qu'un United States District Court annule la décision, si les responsables de la Fish and Wildlife Service identifiaient une espèce comme candidate à la liste, les citoyens ne pouvait plus déposer des pétitions pour cette espèce. Ainsi l'agence pouvait alors utiliser les pétitions qui réfutaient la demande de protection et devait refuser les autres.
- Les hauts fonctionnaires du ministère ont révisé une politique ancienne qui offrait une protection accrue aux espèces aux frontières, en donnant plus de poids aux populations du Canada et du Mexique, ces pays appliquant des protections plus faibles que celles des États-Unis.
- Les fonctionnaires ont changé la façon dont les espèces sont évaluées en considérant où les espèces vivent actuellement, plutôt que là où elles devraient vivre.
- Les hauts fonctionnaires ont à maintes reprises rejeté le point de vue des conseillers scientifiques qui leur indiquaient quelles espèces doivent être protégées.

En 2005, un groupe de scientifiques, de chercheurs, d'artistes et d'environnementalistes ont envoyé une pétition à l'administration Bush lui demandant d'admettre en sus 225 espèces sur cette liste. Sur ces 225 espèces, plus du tiers avaient déjà été candidates pour être placées sur la liste depuis au moins 20 ans et la moitié depuis au moins 10 ans. Des études récentes ont également montré que depuis la création de l'Endangered Species Act, 114 espèces des États-Unis se sont éteintes. Dans plusieurs cas, le manque de protection de l'habitat par le gouvernement fédéral était cause de l'extinction.

## Portée
La loi englobe les plantes et les invertébrés ainsi que des vertébrés. Elle se spécifie pas spécifiquement les champignons, qui sont largement considérés comme des plantes à la date de création de la loi. La loi contient une clause permettant aux citoyens de poursuivre en justice le gouvernement fédéral si celui-ci ne fait pas appliquer la loi.
Selon l'administration, ce programme serait un succès puisque 93 % des espèces listées sont soit en rémission, soit stabilisées. Par exemple, l'emblématique Pygargue à tête blanche a quitté la liste le 28 juin 2007. Cependant ces conclusions sont contestées par les biologistes du Center for Biological Diversity. Beaucoup de protestations quant à la lenteur d'inscription pour une espèce : par exemple, l'ours polaire ne figure sur la liste que depuis mai 2008.
En un sens, cette loi devrait s'appeler la « loi sur les espèces et les habitats en danger », car son objectif est de protéger les espèces par l'identification puis par la conservation de leur habitat critique : par exemple, les forêts anciennes pour la chouette tachetée du Mexique ou le Little Tennessee pour le poisson Percina tanasi (en).

La loi interdit la capture de toute espèce en danger et la destruction d'un habitat critique, y compris sur les terrains privés. Des propriétaires ont été jusqu'à la Cour suprême pour faire valoir que cette disposition violait leurs droits ; la plupart ont perdu.

## Circulaires Bush et Obama
Quelques semaines avant de quitter ses fonctions, le président George W. Bush a signé une circulaire ordonnant aux agences fédérales de ne plus demander d'avis consultatif auprès des agences environnementales spécialisées avant de prendre des décisions pouvant mettre en danger des espèces protégées. Son successeur, le président Barack Obama, a annulé cette circulaire en mars 2009.